# Piojó (ort)
Piojó är en ort i Colombia.   Den ligger i departementet Atlántico, i den norra delen av landet, 700 km norr om huvudstaden Bogotá. Piojó ligger 307 meter över havet och antalet invånare är 3 388.
Terrängen runt Piojó är kuperad söderut, men norrut är den platt. Piojó ligger uppe på en höjd. Runt Piojó är det ganska tätbefolkat, med 160 invånare per kvadratkilometer. Närmaste större samhälle är Luruaco, 15,3 km söder om Piojó. Omgivningarna runt Piojó är huvudsakligen savann.